# Micropsectra shinaensis
Micropsectra shinaensis är en tvåvingeart som först beskrevs av Tokunaga 1940.  Micropsectra shinaensis ingår i släktet Micropsectra och familjen fjädermyggor. Inga underarter finns listade i Catalogue of Life.